# Jan Rossiter
Jan Thomas Rossiter (ur. 21 września 1987 w Corku) – irlandzki biegacz narciarski, zawodnik klubu Cork SS. Matka Jana jest Czeszką, a ojciec Irlandczykiem.

## Kariera
Po raz pierwszy na arenie międzynarodowej Jan pojawił się 1 lutego 2013 roku. Podczas zawodów Pucharu Kontynentalnego „Pucharze Ameryki Północnej” w kanadyjskiej miejscowości Nakkertok, gdzie zajął 59. miejsce w sprincie stylem klasycznym.
Jan posługuje się językiem angielskim, czeskim i francuskim (niski poziom). Pracował w przeszłości jako instruktor biegowy, kajakarski; posiada liczne certyfikaty w tych dyscyplinach.
Irlandia w małym stopniu dofinansowuje sportowców. Jan na co dzień mieszka w Kanadzie, gdzie przygotowywał się do Mistrzostw Świata w narciarstwie klasycznym w roku 2015 w Szwecji. Wystartował tylko w sprincie stylem dowolnym.

## Reprezentacja Irlandii w biegach narciarskich
Mistrzostwa Świata
- Mistrzostwa Świata w Val di Fiemme w 2003 roku – Rory Morrish
- Mistrzostwa Świata w Oberstdorfie w 2005 roku – Rory Morrish
- Mistrzostwa Świata w Sapporo w 2007 roku – Rory Morrish
- Mistrzostwa świata w Libercu w 2009 roku – Peter-James Barron, Paul Griffin
- Mistrzostwa świata – Oslo-Holmenkollen w 2011 roku – Rory Morrish, Peter-James Barron
- Mistrzostwa świata w Val di Fiemme w 2013 roku – Conor Brian McLaughlin, Colum O'Farrell

Igrzyska Olimpijskie
- Igrzyska Olimpijskie w Salt Lake City w 2002 roku – Paul O’Connor
- Igrzyska Olimpijskie w Turynie w 2006 roku – Rory Morrish
- Igrzyska Olimpijskie w Vancouver w 2010 roku – Peter-James Barron
- Igrzyska Olimpijskie w Sochi w 2014 roku – Jan Rossiter

Najlepsze miejsce, jakie zajął biegacz z Irlandii, to 68.

## Osiągnięcia

### Igrzyska olimpijskie
| Miejsce | Dzień       | Rok  | Miejscowość | Konkurencja          | Czas biegu  | Strata       | Zwycięzca     |
| ------- | ----------- | ---- | ----------- | -------------------- | ----------- | ------------ | ------------- |
| 82.     | 20 stycznia | 2014 | Soczi       | Bieg 15 km klasykiem | 48:44.6 min | +10:14.9 min | Dario Cologna |

### Mistrzostwa świata
| Miejsce | Dzień     | Rok  | Miejscowość      | Konkurs                            | Wynik        | Strata | Zwycięzca              |
| ------- | --------- | ---- | ---------------- | ---------------------------------- | ------------ | ------ | ---------------------- |
| 101.    | 19 lutego | 2015 | Falun            | Sprint stylem klasycznym           | 3:02,35 min  | –      | Petter Northug         |
| 127.    | 23 lutego | 2017 | Lahti            | Sprint stylem dowolnym             | 3:13,76 min  | –      | Federico Pellegrino    |
| 117.    | 21 lutego | 2019 | Seefeld in Tirol | Sprint stylem dowolnym             | 3:21,17 min  | –      | Johannes Høsflot Klæbo |
| 27.     | 24 lutego | 2019 | Seefeld in Tirol | Sprint drużynowy stylem klasycznym | 18:49,86 min | –      | Norwegia               |